# RPL17
RPL17 (англ. Ribosomal protein L17) – білок, який кодується однойменним геном, розташованим у людей на короткому плечі 18-ї хромосоми. Довжина поліпептидного ланцюга білка становить 184 амінокислот, а молекулярна маса — 21 397.
| 10         |  | 20         |  | 30         |  | 40         |  | 50         |
| ---------- |  | ---------- |  | ---------- |  | ---------- |  | ---------- |
| MVRYSLDPEN |  | PTKSCKSRGS |  | NLRVHFKNTR |  | ETAQAIKGMH |  | IRKATKYLKD |
| VTLQKQCVPF |  | RRYNGGVGRC |  | AQAKQWGWTQ |  | GRWPKKSAEF |  | LLHMLKNAES |
| NAELKGLDVD |  | SLVIEHIQVN |  | KAPKMRRRTY |  | RAHGRINPYM |  | SSPCHIEMIL |
| TEKEQIVPKP |  | EEEVAQKKKI |  | SQKKLKKQKL |  | MARE       |  |            |

A: Аланін

C: Цистеїн

D: Аспарагінова кислота

E: Глутамінова кислота

F: Фенілаланін

G: Гліцин

H: Гістидин

I: Ізолейцин

K: Лізин

L: Лейцин

M: Метіонін

N: Аспарагін

P: Пролін

Q: Глутамін

R: Аргінін

S: Серин

T: Треонін

V: Валін

W: Триптофан

Кодований геном білок за функціями належить до рибонуклеопротеїнів, рибосомних білків. 
Задіяний у такому біологічному процесі, як альтернативний сплайсинг. 